# Валентина Кропивницкая: В поисках потерянного рая
«Валентина Кропивницкая: В поисках потерянного рая» — неигровой фильм Евгения Цымбала и Александра Смолянского, посвященный художникам Валентине Кропивницкой и её мужу Оскару Рабину, рассказывает о знаменитой лианозовской группе художников и поэтов, о рождении в конце 50-х второго русского авангарда и новой художественной среды нонконформистов. Фильм был удостоен премии «Ника» за 2015 год в номинации «лучший неигровой фильм».

## Содержание
Герои фильма — Оскар Рабин, Олег Целков, Владимир Янкилевский, Людмила Улицкая, Кира Сапгир, Рене Герра — размышляют о Валентине Кропивницкой, о любви, о способности сохранить свободу, живя в тоталитарной стране, о верности собственным художественным и человеческим принципам.
После разгромленной бульдозерами выставки неофициального искусства, семья Валентины Кропивницкой была вынуждена эмигрировать. Вскоре Оскара Рабина лишили советского гражданства, чем подарили обоим новую жизнь — жизнь парижских художников.
Большинство картин и фотографий демонстрируются впервые.

## История создания
Съёмки начались в 2008 году и проходили во Франции, Германии и России.

## Съёмочная группа
- Режиссёр — Евгений Цымбал
- Авторы сценария — Евгений Цымбал, Александр Смолянский
- Операторы — Виктор Доброницкий, Александр Смолянский
- Звукорежиссёры — Александр Хасин, Петр Кучеренко
- Монтаж — Евгений Цымбал, Александр Гурин
- Продюсер — Александр Смолянский

## Награды и фестивали
| Награды и номинации | Награды и номинации                                             | Награды и номинации                                | Награды и номинации |
| Год                 | Фестиваль / Награда                                             | Категория                                          | Результат           |
| ------------------- | --------------------------------------------------------------- | -------------------------------------------------- | ------------------- |
| 2015                | Indian Cine Film Festival в Мумбаи                              | Лучший неигровой фильм                             | Номинация           |
| 2015                | Portsmouth International Film Festival                          | Лучший неигровой фильм                             | Победа              |
| 2015                | Southampton International Film Festival                         | Лучший монтаж (неигровой фильм)                    | Победа              |
| 2015                | Кинофестиваль «Русское зарубежье»                               | Специальный диплом Евразийской академии тв и радио | Победа              |
| 2015                | XXI международный фестиваль фильмов о правах человека «Сталкер» | Лучший документальный фильм                        | Победа              |
| 2016                | Berlin Independent Film Festival                                | Лучший документальный фильм                        | Победа              |
| 2016                | Кинопремия «Ника»                                               | Лучший неигровой фильм                             | Победа              |
| 2016                | Paris Independent Film Festival                                 | Лучший неигровой фильм                             | Победа              |